# Sort

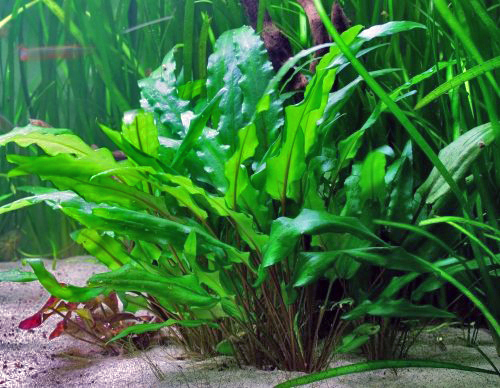
Cryptocoryne wendtii ’Green’ är ett exempel på en sort av arten C. wendtii

Sort, kultivar, kultursort eller namnsort är begrepp inom botaniken. Sort är den i Sverige vanligast använda termen för den internationella termen cultivar (kultivar på svenska). Inom taxonomin används bland annat förkortningen cv.
Termen betecknar en odlad växt som i ett eller flera avseenden klart avviker från växter av samma art eller hybrid. Efter förökning behåller sorten de särskiljande karaktärerna eller egenskaperna. En sort består vanligen av en klon eller renodlade fröserier (ettåriga växter). En sort av en ren art (ej hybrid) kallas också urvalsform.
Klonsorter förökas vegetativt. Frösorter förökas med frö från utvalda eller inavlade föräldrar.
Termen fk ("frökälla") används ibland i Norden. Den används för plantor från en bestämd frökälla som ger enhetlig, arttypisk avkomma. Termen accepteras inte av ICNCP, men kan i vissa fall likställas med sortnamn.
Namnsättning av sorter regleras av International Code of Nomenclature for Cultivated Plants, ICNCP. Syftet med regelverket är att skapa en stabil metod för namngivning av odlade växter. Detta för att undvika sortnamn som skapar förvirring, eller har sin grund i rena felaktigheter. Reglerna är också till för att skilja mellan namnen på vilda växter och de kulturodlade växterna i trädgårdar och krukor, eftersom det finns helt olika behov av namn på vildväxande plantor och för dem i odling. 
Till skillnad från International Code of Nomenclature for algae, fungi, and plants som reglerar de vetenskapliga namnen, utgör ICNCP:s regelverk inte någon lag inom taxonomin, utan ska ses som en rekommendation. 
International Cultivar Registration Authorities (ICRAs) är samordnande organ för de olika organisationer som ansvarar för registrering av sorter.

## Rekommendationer för namnsättning
Koden föreskriver att:
- en sort kan endast ha ett namn
- sortnamnet skall gälla i alla länder i världen
- det äldsta namnet har prioritet
- namnet skall vara maximalt fyra ord långt
- sortnamn tillkomna efter 1 januari 1959 måste bestå av ord från ett modernt språk (ej latin eller latiniserade ord från andra språk). Märk dock att många vetenskapliga namn har sitt ursprung i grekiska snarare än latin, och sortnamn med ord från modern grekiska är tillåtna.
- ett sortnamn skrivs med stor begynnelsebokstav och resten som brukligt för språket ifråga (oftast efter engelsk modell, som i exempelvis ’Queen of the Musks’)
- sortnamnet skrivs inom enkla citattecken, aldrig dubbla
- till skillnad från det vetenskapliga namnet är sortnamnet aldrig kursiverat. Det skrivs alltså exempelvis Sansevieria trifasciata ’Laurentii’.

Rekommendationen är att använda sig av sortnamn som fungerar bra i så många länder som möjligt. För en sort namngiven på svenska kan det innebära att man undviker bokstäverna å, ä och ö.